# 深圳八景
深圳八景是指中国廣東省深圳市8个具有代表性的名胜景点。2003年由深圳市委宣传部、旅游局、文化局共同发起的“深圳八景”评选活动选出。

## 2004年版深圳八景
2003年11月13日由深圳市委宣传部、旅游局、文化局共同发起的“深圳八景”评选活动，推出28个候选景观（包括自然景观、古迹、现代化建筑），通过現場、電話、短訊、報刊和網絡投票的方式評選，並於2004年8月公佈的評選結果：
- 大鹏所城：大鵬所城
- 莲山春早：蓮花山
- 侨城锦绣：華僑城
- 深南溢彩：深南大道
- 梧桐烟云：梧桐山
- 梅沙踏浪：大梅沙、小梅沙
- 一街两制：中英街
- 羊台叠翠：羊台山